# Tilbage til stepperne
|  | Denne artikel er oprettet af botten PalnaBot ud fra en ekstern database. Den kan derfor have sproglige fejl eller mangler. Denne skabelon kan fjernes efter kontrol af indholdet. |

Tilbage til stepperne er en film instrueret af Stine Krog-Pedersen, Rikke Friis Dam.

## Handling
Hver dag flytter 83 mongoler fra stepperne og ind til hovedstaden Ulan Bator i håbet om, at storbyen tilbyder uddannelse, job og højere levestandard. 12-årige Lhagvasurens forældre søger også bedre muligheder for fremtiden i Ulan Bator. Men Lhagvasuren selv drømmer om at flytte tilbage til det simple og traditionelle liv på de åbne mongolske stepper, hvor hans bedsteforældre stadig lever. Lhagvasuren tilbringer hvert sommerhalvår hos bedsteforældrene. Her lever han traditionelt og lærer at blive en habil rytter. Vi møder Lhagvasuren under den årlige nationale folkefestival Ndam. For første gang flytter Lhagvasurens bedstefar nomadetelt og heste med til hovedstaden for at deltage i Mongoliets største og mest anerkendte hestevæddeløb. Lhagvasuren rider bedstefaderens heste. Der er meget på spil, for under Nadam festivalen hylder mongolerne deres stolte traditioner og berømte verdenserobrer til hest, Djenghis Khan. Lhagvasuren er spændt. Han ønsker en god placering. Hvis han klarer sig godt kan han måske overbevise moderen om, at han ligesom sin bedstefar skal leve på de vidtstrakte grønne stepper og leve af at opdrætte og trænde heste, når han bliver stor. Men moderen har helt andre ambitioner på sønnens vegne. Han skal på universitetet i hovedstaden.